# Oberea unimaculicollis
Oberea unimaculicollis là một loài bọ cánh cứng trong họ Cerambycidae.